# Bide et Musique
 (août 2015).
Si vous disposez d'ouvrages ou d'articles de référence ou si vous connaissez des sites web de qualité traitant du thème abordé ici, merci de compléter l'article en donnant les références utiles à sa vérifiabilité et en les liant à la section « Notes et références ».
Bide et Musique (parfois abrégé B&M) est une webradio associative française créée en 2000, ce qui en fait l'une des pionnières du paysage webradiophonique français. Son objet est la diffusion de bides, selon une définition floue qui lui est propre : « Le bide est un morceau de variété (souvent chanté, parfois instrumental, parfois on se demande) pour lequel on a une tendresse particulière, auquel on souhaite donner une importance qu'il n'a pas nécessairement eue dans l'histoire de la musique et, bien entendu, que l'on a plaisir à entendre… et réentendre… et… »

## Contenu
Bide et Musique est composée d'une radio en diffusion continue sur Internet en streaming (une seule chanson à la fois, pas de téléchargements), en 128 kb/s stéréo ou 24 kb/s mono au choix, et d'une grande base de données sur les titres et les interprètes, où les auditeurs peuvent laisser des commentaires.
La programmation est variée, et comporte essentiellement des chansons des années 1970 et 1980. On peut la répartir en différentes catégories :
- des chansons qui ont été des succès, mais sont tombées dans l'oubli ou apparaissent ringardes de nos jours ;
- des chansons qui ont été des flops, mais font preuve d'une certaine originalité ;
- des chansons de personnalités plutôt connues dans un autre domaine (Bernard Tapie[2], Julien Lepers[3], Claude Vorilhon alias Raël...)[4] ;
- des chansons comiques, qui font rire ou sourire ;
- des chansons de supporters de clubs de football ;
- des chansons considérées comme carrément « inécoutables », car chantées faux ;
- mais aussi, de la (vraie) musique, notamment des tubes internationaux qui ont fait l'objet de reprises françaises plus ou moins réussies ;
- des chansons considérées comme « très écoutables » (le programme « Mélodisque ») parmi lesquelles des succès comme Un homme heureux de William Sheller[5] ;
- des génériques de dessins animés, séries télévisées, feuilletons dans le cadre de sessions thématiques ;
- des chansons primées au Concours Eurovision de la chanson depuis sa création[6] ;
- des chansons de vedettes yé-yé plus ou moins oubliées de nos jours (Chez les yé-yés) ;
- des sessions thématiques regroupant des chansons autour de thèmes divers et improbables (par exemple la salade bidoise regroupant des chansons en rapport avec la nourriture[7], ou encore le Bidophone sur les chansons en rapport avec le téléphone) ;
- des émissions régulières qui constituent des points forts, notamment Ils ont osé où l'on peut entendre des adaptations en langues étrangères de chansons françaises par leur interprète français[8].

La base de données de la radio, qui constitue également sa playlist, est composées de plus de 17 000 titres, et de plus de 8 000 artistes. Parmi ceux-ci, Philippe Mordan, Michel Farinet, Daphnièle, Waylon, Rony Emanuel, Laurenda, Braque, Bernard Ischer ou Anne Léonard font partie des artistes passés d'un anonymat quasi total au statut d'icônes pour les auditeurs de Bide et Musique.
Le site web associé à la radio connaît une très vive activité, notamment dans un forum consacré à la recherche discographique, et à travers les commentaires des visiteurs sur les fiches des titres de la base de données. Le site reçoit régulièrement la visite d'artistes diffusés sur la radio et est devenu incontournable auprès des divers média dès lors qu'il s'agit de retrouver un morceau improbable ou oublié.

## L'association
La webradio étant gérée par des administrateurs bénévoles et ne diffusant aucune publicité audio, elle s'est organisée en structure associative (association loi de 1901) de façon à pouvoir réunir, via les cotisations des membres, les sommes suffisantes pour acquitter les droits de diffusion auxquels la radio et le site sont assujettis.
Elle organise également des soirées thématiques, avec des invités considérés comme prestigieux pour quiconque apprécie cette radio. Par exemple, Patrick Topaloff et Adonis ont participé à plusieurs reprises à ces soirées.
Des ventes de compilations originales, regroupant des morceaux de la webradio uniquement, sont aussi organisées.